# András Fejes
András Fejes (sinh 26 tháng 8 năm 1988, ở Székesfehérvár) là một cầu thủ bóng đá Hungary hiện tại thi đấu cho BFC Siófok.

## Thống kê câu lạc bộ
Tính đến 6 tháng 8 năm 2017
| Câu lạc bộ          | Mùa giải            | Giải vô địch | Giải vô địch | Cúp     | Cúp       | Cúp Liên đoàn | Cúp Liên đoàn | Châu Âu | Châu Âu   | Tổng    | Tổng      |
| Câu lạc bộ          | Mùa giải            | Số trận      | Bàn thắng    | Số trận | Bàn thắng | Số trận       | Bàn thắng     | Số trận | Bàn thắng | Số trận | Bàn thắng |
| ------------------- | ------------------- | ------------ | ------------ | ------- | --------- | ------------- | ------------- | ------- | --------- | ------- | --------- |
| Felcsút             | 2008–09             | 23           | 1            | 2       | 1         | –             | –             | –       | –         | 25      | 2         |
| Felcsút             | Tổng cộng           | 23           | 1            | 2       | 1         | –             | –             | –       | –         | 25      | 2         |
| Puskás Akadémia     | 2009–10             | 24           | 0            | 2       | 0         | –             | –             | –       | –         | 26      | 0         |
| Puskás Akadémia     | 2010–11             | 28           | 3            | 1       | 0         | –             | –             | –       | –         | 29      | 3         |
| Puskás Akadémia     | Tổng cộng           | 52           | 3            | 3       | 0         | –             | –             | –       | –         | 55      | 3         |
| Siófok              | 2011–12             | 22           | 0            | 0       | 0         | 4             | 1             | –       | –         | 26      | 1         |
| Siófok              | 2012–13             | 20           | 0            | 3       | 0         | 4             | 0             | –       | –         | 27      | 0         |
| Siófok              | Tổng cộng           | 42           | 0            | 3       | 0         | 8             | 1             | –       | –         | 53      | 1         |
| MTK                 | 2013–14             | 22           | 1            | 5       | 0         | 2             | 0             | –       | –         | 29      | 0         |
| MTK                 | Tổng cộng           | 22           | 1            | 5       | 0         | 2             | 0             | –       | –         | 29      | 0         |
| Videoton            | 2007–08             | 1            | 0            | 0       | 0         | 7             | 0             | 0       | 0         | 8       | 0         |
| Videoton            | 2009–10             | 0            | 0            | 0       | 0         | 8             | 0             | 0       | 0         | 8       | 0         |
| Videoton            | 2013–14             | 0            | 0            | 0       | 0         | 0             | 0             | 1       | 0         | 1       | 0         |
| Videoton            | 2014–15             | 8            | 0            | 5       | 1         | 9             | 0             | 0       | 0         | 22      | 1         |
| Videoton            | 2015–16             | 11           | 0            | 1       | 0         | –             | –             | 6       | 0         | 18      | 0         |
| Videoton            | 2016–17             | 4            | 0            | 2       | 0         | –             | –             | 2       | 0         | 8       | 0         |
| Videoton            | 2017–18             | 3            | 1            | 0       | 0         | –             | –             | 3       | 0         | 6       | 1         |
| Videoton            | Tổng cộng           | 27           | 1            | 8       | 1         | 24            | 0             | 12      | 0         | 61      | 2         |
| Tổng cộng sự nghiệp | Tổng cộng sự nghiệp | 166          | 6            | 21      | 2         | 34            | 1             | 12      | 0         | 223     | 8         |